# Zwarte neushoorn
De zwarte neushoorn (Diceros bicornis) is een van de twee Afrikaanse neushoorns. Hij wordt ook wel puntlipneushoorn genoemd. De wetenschappelijke naam van de soort werd als Rhinoceros bicornis in 1758 gepubliceerd door Carl Linnaeus. Het is de enige recente soort uit het geslacht Diceros. De zwarte neushoorn komt voor op de savannen van Oost- en Midden-Afrika. Hij is met uitsterven bedreigd, voornamelijk doordat stropers hem doden voor de hoorns.

## Kenmerken
De zwarte neushoorn is een zeer groot dier met een dikke huid, die het dikst is op de schoft (bij de schouders), het voorhoofd en de wangen en het dunst op de snuit, de poten, de buik en rond de ogen en oren. Hoewel zijn naam anders doet vermoeden, is de zwarte neushoorn niet zwart maar leigrijs van kleur. Ogenschijnlijk is de kleur variabel maar dit wordt veroorzaakt door de gewoonte van het dier om zich in de modder te rollen, waarmee hij zich beschermt tegen invloeden van de zon en overlast van insecten. Hij wordt "zwarte" neushoorn genoemd als tegenstelling met de andere Afrikaanse neushoornsoort, de witte neushoorn. De witte neushoorn is echter zelden wit. Deze soort heeft zijn naam te danken aan de brede ("wyd" in het Afrikaans) lippen, een aanpassing aan het grazen van grassen en kruiden. De zwarte neushoorn heeft in tegenstelling tot de witte neushoorn een flexibele, puntige bovenlip, waarmee hij takken en bladeren kan afgrazen. Een correctere naam voor de witte en zwarte neushoorn wijst op dit verschil: de witte neushoorn wordt ook wel breedlipneushoorn genoemd, de zwarte puntlipneushoorn.
De zwarte neushoorn heeft een grote kop met kleine ogen en ovale oren met donkere haartjes aan de rand. Net als bij de witte neushoorn heeft de zwarte neushoorn twee hoorns, waarvan de grootste hoorn vooraan zit, boven de neusgaten. Deze hoorns worden over het algemeen langer dan 60 centimeter, en er zijn exemplaren bekend die wel twee keer zo lang waren. Een tweede hoorn (max. 50 cm lang) staat tussen zijn ogen. Hij krijgt die hoorns al vanaf zijn 10e maand. Het staartje heeft aan de punt enkele stijve haren. De poten hebben drie tenen.
De zwarte neushoorn is iets kleiner dan de witte neushoorn. Hij heeft een schofthoogte van 137 tot 180 centimeter, een kop-romplengte van 290 tot 375 centimeter en een lichaamsgewicht van 700 tot 1400 kilogram, bijna anderhalve ton.

## Ondersoorten
Er worden een zeven- of achttal ondersoorten onderscheiden, waarvan er drie uitgestorven zijn. De ondersoort in het westen (Diceros bicornis longipes) is in 2006 uitgestorven. De ondersoort in het zuid-centrale gebied (Diceros bicornis minor) is met ongeveer 1800 exemplaren het talrijkst.
De ondersoorten zijn:
- Diceros bicornis bicornis † - Uitgestorven rond 1850. Zuid-Afrika en Zuid-Namibië.
- Diceros bicornis brucii  † - Uitgestorven begin 20ste eeuw. Central-Soedan, Eritrea, Noord- en Zuidoost-Ethiopië, Djibouti en Somalië
- Diceros bicornis chobiensis - Zuidoost-Angola, Namibië en Noord-Botswana
- Diceros bicornis ladoensis - Restpopulatie in Kenia
- Diceros bicornis longipes † - Centraal-Afrika, in Kameroen en Tsjaad
- Diceros bicornis michaeli - Noordoost-Afrika, van Zuid-Soedan en Ethiopië tot Noord-Tanzania
- Diceros bicornis minor - Zuidoost-Afrika, van Zuid-Afrika tot Zuid-Tanzania
- Diceros bicornis occidentalis - Zuidwest-Afrika, van Zuid-Afrika tot Namibië, voorheen tot Angola

## Leefomgeving

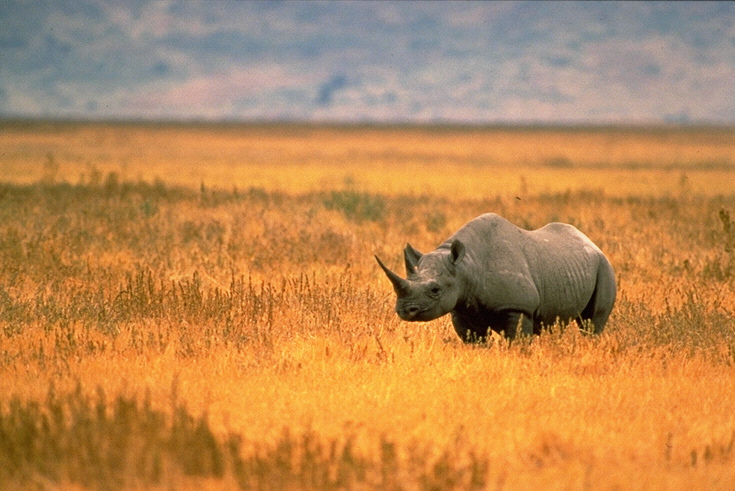
Zwarte neushoorn, Tanzania

De zwarte neushoorn leeft in  de droge struiksavannen en open bosgebieden in de heuvelachtige streken van Oost- en Midden-Afrika, met name in Zuid-Afrika, Namibië, Mozambique, Kenia, Tanzania en Oeganda. Men ziet hem vaak bij open moerasland en komt het liefst voor aan de rand van struikgebieden waar veel kruiden, grassen en houtige planten groeien. Vroeger kwam hij in het grootste deel van Afrika ten zuiden van de Sahara voor, behalve in de woestijnen en regenwouden.
Hij leeft sedentair (op een vaste verblijfplaats) en solitair (alleen), maar hij heeft een enorm territorium. Hij drinkt meestal tegen zonsondergang en voedt zich 's nachts. Hij is een herbivoor en heeft voor het eten van onder andere bladeren en takken van acacia's, een puntlip.

## Leefwijze
Meestal woelt de zwarte neushoorn zich in modderpoelen of stofbaden om teken en andere parasieten van zich af te houden. Hierbij wordt hij geholpen door de ossenpikker, die maar al te graag de parasieten en teken eet. De ossenpikkers waarschuwen ook met een luide kreet de zwarte neushoorn als er gevaar dreigt. Soms laat hij teken ook van zijn lichaam afeten door schildpadden als hij door de modder rolt.
De zwarte neushoorn graast meestal rustig op bladeren van lage bomen. Hij eet voornamelijk bladeren en takken van acacia's en wolfsmelk. Om het voedsel te kunnen verorberen,  trekt hij met zijn bovenlip de bladeren af van de takken. Ook eet hij de vruchten van laaggroeiende bomen en struiken, en soms voedt hij zich met plantenwortels. In gebieden met weinig bomen en struiken, zoals de Ngorongorokrater, eet het dier voornamelijk gras. Soms breekt hij met zijn voorste hoorn te hoge takken af, zodat hij er beter bij kan.
Daarnaast drinkt de zwarte neushoorn indien mogelijk eenmaal per dag. De soort moet dagelijks drinken, tenzij het voedsel genoeg vocht bevat. In zulke gevallen kan de zwarte neushoorn maximaal vijf dagen zonder drinken. Vandaar dat hij zich meestal niet verder dan vijf kilometer verwijdert van een waterloop, en in de droge tijd altijd binnen een straal van 25 kilometer van een waterloop. In de droge tijd graaft hij in opgedroogde rivierbeddingen met zijn voorpoten naar water. Om er te komen gebruikt hij altijd dezelfde platgestampte paden, die duidelijk te zien zijn tussen de hoge vegetatie. Het dier heeft ook regelmatig zout nodig en bezoekt vaak likstenen.
In het droge seizoen rust hij vooral overdag of neemt hij een modderbad. Hij drinkt dan meestal tegen zonsondergang en voedt zich 's nachts en in de schemering. Als een neushoorn iets ruikt of hoort en denkt dat het gevaarlijk kan zijn, valt hij aan, zonder te bedenken of het vriend of vijand is. Vooral voor wijfjes met een kalf of gewonde dieren moet men uiterst voorzichtig zijn. Het is ondanks zijn grootte een snel en flexibel dier, dat makkelijk kan manoeuvreren en op een korte afstand snelheden van maximaal 50 km/h kan bereiken. Hij kan hiermee ernstige schade toebrengen aan auto's en leeuwen doden. De neushoorn heeft een extreem slecht zichtvermogen, maar een goed ontwikkelde reuk en gehoor.

### Sociaal gedrag
De neushoorn leeft solitair in een vast territorium. Als meerdere dieren samen worden aangetroffen, gaat het bijna altijd om een vrouwtje en haar jong. Vrouwtjes trekken soms voor een korte tijd met elkaar op, maar zijn intolerant tegenover vreemde vrouwtjes. Het woongebied is enorm, soms tot 130 km², en overlapt vaak met andere woongebieden. Hij legt vaak 19 kilometer per dag af. 
Wanneer twee mannetjes elkaar tegenkomen, is er niet altijd een gevecht; sommigen, meestal buren, zijn elkaar vaker tegengekomen en zijn vrij tolerant tegenover elkaar. Agressief gedrag komt ook voor, bijvoorbeeld tegen vreemde mannetjes of als er een bronstig vrouwtje vlakbij is. De twee mannetjes proberen elkaar te verjagen door luid te snuiven, terwijl ze de kop laag houden, de oren platleggen, de grond open woelen met hun poten en schijnaanvallen uitlokken. Zelden is er een daadwerkelijk gevecht tussen de twee. Het luide snuiven wordt tevens gebruikt als alarmsignaal. Daarnaast kan de zwarte neushoorn ook grommen en piepen.

### Voortplanting
De bronst kan op elk moment van het jaar gebeuren. Een mannetje zoekt dan een vrouwtje. Om haar te imponeren loopt hij heen en weer door de krakende vegetatie, verspreidt hij urine, en schraapt hij zijn hoorn langs de grond. Meestal wijst het vrouwtje hem, op een soms agressieve manier, af. 
Mocht het vrouwtje bereid zijn om te paren, en de paring is succesvol, krijgt het vrouwtje na 15 à 16 maanden een kalf. De baby-neushoorn kan binnen 10 minuten op zijn poten staan, maar hij is nog niet stabiel. Daarom beschermt de moeder hem tegen predatoren. In tegenstelling tot de jongen van witte neushoorns, die vaak voor hun moeder lopen, lopen zwarte neushoornkalveren achter de moeder, op de weg die zij door de vegetatie heeft gemaakt. Binnen een maand eet het jong zijn eerste vaste voedsel en na vier of vijf maanden drinkt het voor het eerst water. De zoogtijd duurt vaak meer dan een jaar. Het jong blijft bij de moeder tot er een nieuw jong geboren wordt en is volgroeid en geslachtsrijp na vier tot zeven jaar. Mannetjes zullen echter pas sterk genoeg zijn om te mogen paren als ze meer dan tien jaar oud zijn. Een vrouwtje krijgt een kalf om de twee tot vijf jaar. Deze trage voortplanting is een van de oorzaken dat de neushoorn gevoelig is voor overbejaging.
De zwarte neushoorn wordt vaak meer dan veertig jaar oud.

## Bedreiging
Naast de leeuw en de gevlekte hyena, die soms een kalf opeten, heeft de zwarte neushoorn weinig vijanden. Rond 1960 was de zwarte neushoorn verreweg de talrijkste neushoornsoort. Hierna is het snel achteruitgegaan. Stropers willen namelijk maar al te graag de hoorns in hun bezit hebben, omdat ze op de zwarte markt veel geld opleveren. De Chinezen gebruiken deze hoorns om er (verondersteld) geneeskrachtige poeders van te maken. Ook wordt de hoorn veelvuldig verwerkt tot heften van messen en dolken. In nauwelijks acht jaar tijd (1969-1977) zijn er bijna 8000 neushoorns gedood. Er is een afname van zo'n 80% sinds de jaren 70. Nu leven er naar schatting nog zo'n 2400 neushoorns. Men probeert de soort nu te herintroduceren in nationaal park Augrabies. Zoals voor alle andere neushoorns is ook de handel in (de hoorn van) zwarte neushoorns verboden door het CITES-verdrag. 